# Isipingo
Isipingo este o suburbie din Durban, parte a "Ethekwini Metropolitan Municipality" în din provincia KwaZulu-Natal, Africa de Sud.